# Girna

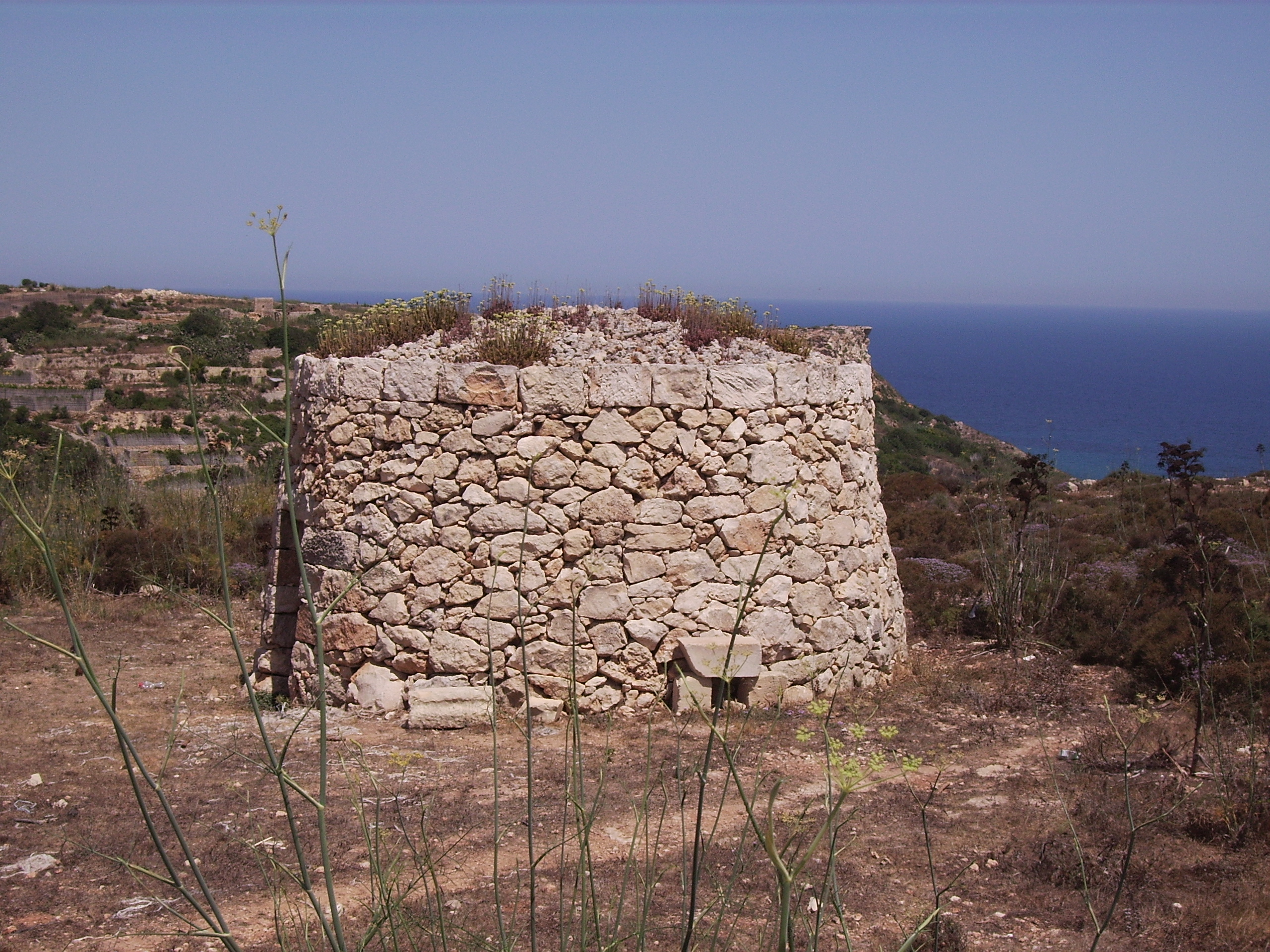
Girna w pobliżu wieży Sopu w granicach Nadur na Gozo

Girna (l. mn.: giren) – rodzaj tradycyjnej kamiennej chaty o konstrukcji opartej na kroksztynach, występującej na obszarach wiejskich w niektórych częściach Malty. Są one podobne do wielu typów budynków zbudowanych z suchego kamienia występujących w innych krajach śródziemnomorskich, i są używane głównie jako magazyny lub tymczasowe schronienia. Niewykluczone, że w przeszłości służyły one również do zamieszkania przez ludzi.

## Historia i użycie
Nie wiadomo, kiedy na Malcie zbudowano pierwsze giren. Ich typologia ma pewne podobieństwa z megalitycznymi świątyniami Malty, chociaż nie ma rozstrzygającego dowodu na to, że obie tradycje budowlane są ze sobą bezpośrednio powiązane i sugeruje się, że podobieństwo jest powierzchowne. Chaty mają również wspólne cechy z innymi lokalnymi konstrukcjami w regionie Morza Śródziemnego, takimi jak nurag na Sardynii, trulli w Apulii, bunje w byłej Jugosławii, borie we Francji i innymi typami chat kamiennych, które można znaleźć na Sycylii i w Libii.

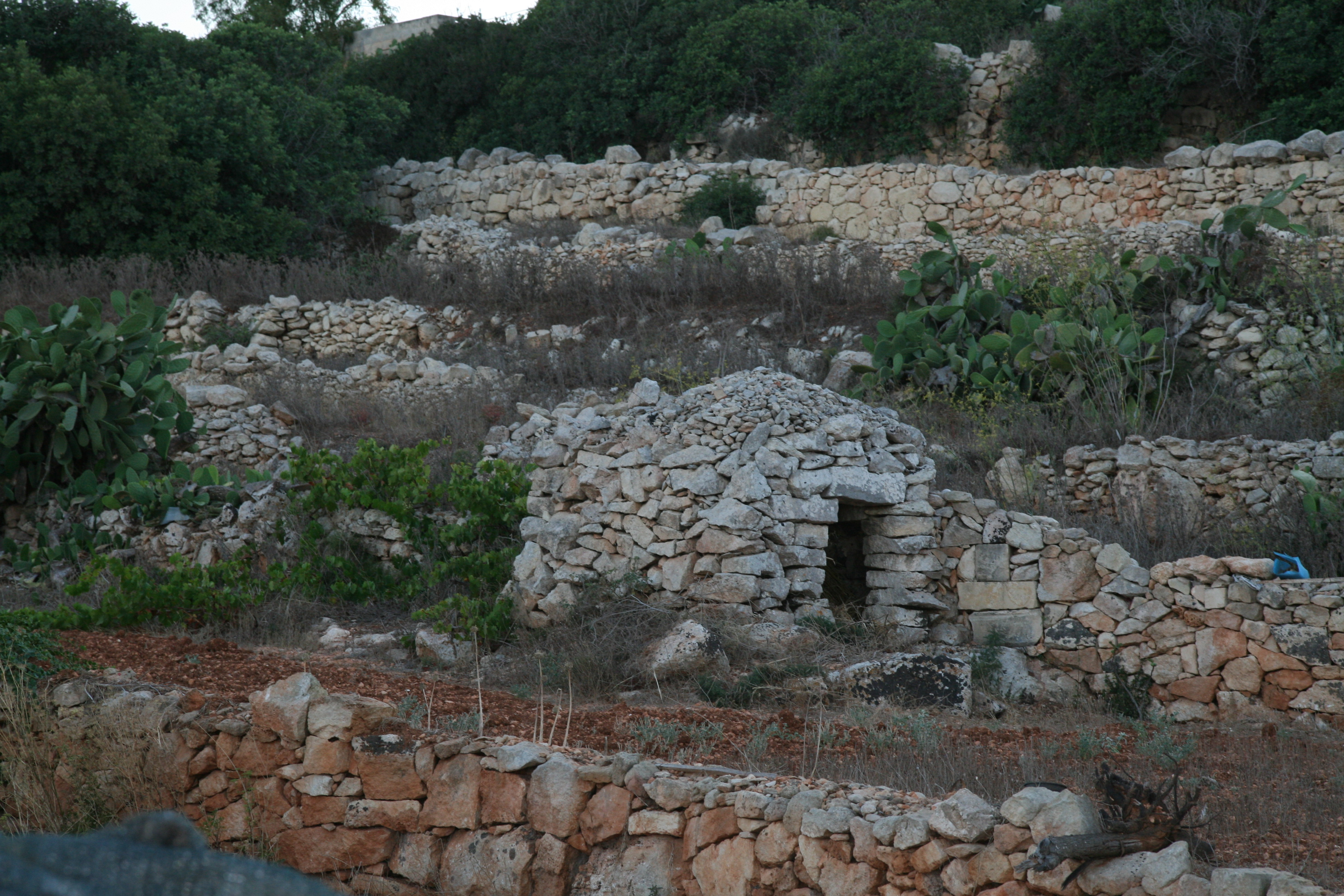
Girna na terenie wiejskim, w otoczeniu murów z gruzu

W swojej publikacji „Insulae Melitae Descriptio” z roku 1536 Jean Quintin wspomniał, że na maltańskiej wsi znajduje się wiele lokalnych budowli, które nazwał „afrykańskimi chatami”, co mogło odnosić się do girny. Większe giren były prawdopodobnie używane do zamieszkania przez ludzi i jest prawdopodobne, że wiele z nich zostało porzuconych, ponieważ w XVII i XVIII wieku odizolowane społeczności wiejskie ustąpiły miejsca większym wioskom i miastom. Mniejsze giren służyły głównie do przechowywania narzędzi lub siana, jako tymczasowe schronienia dla rolników lub pasterzy, lub do trzymania kóz, owiec lub innego inwentarza żywego. Duża częstotliwość występowania giren w pobliżu niektórych kamieniołomów, jak np. w Qala na Gozo sugeruje, że niektóre mogły być również wykorzystywane jako schronienia dla robotników.
Ze względu na prymitywny charakter ich konstrukcji, giren nie uległy szczególnemu wpływowi zmian, które na przestrzeni wieków zaszły w innych aspektach architektury maltańskiej. Data budowy konkretnej girny jest trudna do określenia, chyba że jest udokumentowana innymi dowodami, ale uważa się, że wiele istniejących struktur jest stosunkowo nowych. Pierwsze badanie girna zostało wykonane przez Paula Cassara w 1961 roku, i od tego czasu opublikowano kilka innych badań, w szczególności w roku 1990 książkę w języku maltańskim autorstwa historyka Mikiela Fsadniego, która w 1992 roku została również przetłumaczona na język angielski.
Wiele giren zostało utraconych w wyniku zaniedbania, ale wiele innych nadal istnieje, a niektóre są nadal używane, głównie w celach magazynowych. Na początku XXI wieku wciąż buduje się nowe giren; na przykład jedna została zbudowana w roku 2014 w gaju oliwnym Ta’ Blankas w Xewkiji w ramach projektu renowacji.

## Lokalizacje

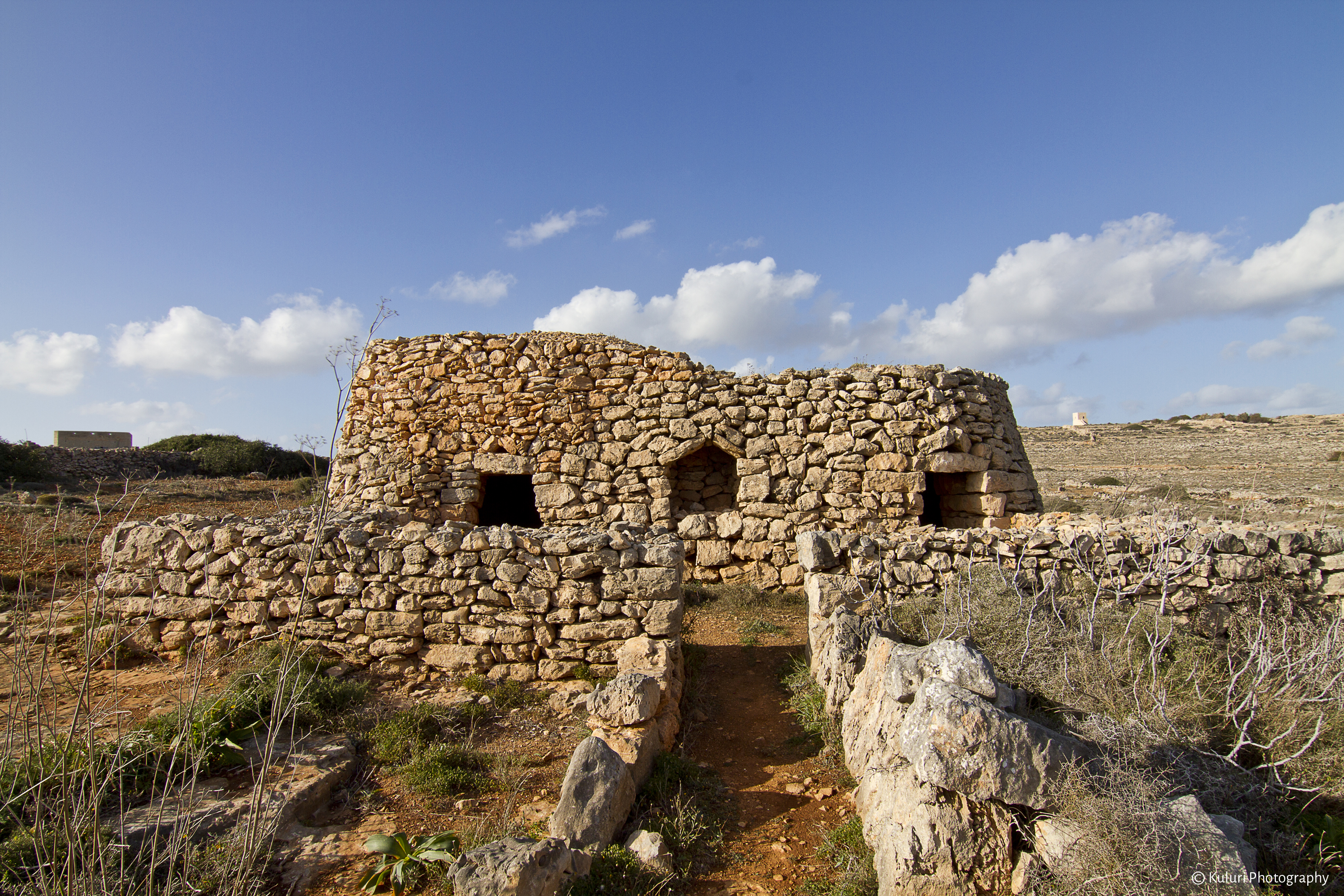
Kompleks giren w parku narodowym Il-Majjistral

Większość giren znajduje się na obszarach wiejskich w północnej części głównej wyspy Malty. Są one szczególnie częste w granicach Mellieħy, w tym na terenach wokół Manikaty, l-Aħrax tal-Mellieħa, na obszarze wokół pałacu Selmun i na obszarze między wieżą św. Agaty i Paradise Bay. Ponad 30 giren można znaleźć w parku narodowym Il-Majjistral. Inne obszary w północno-zachodniej części Malty, które zawierają pewną ilość giren, to Żebbiegħ, Bidnija, Dingli, Baħrija i Mtaħleb.
Na terenach, na których znaleźć można giren, zwykle znajdują się wychodnie skalne twardego wapienia koralowego, który był głównym materiałem używanym do budowy chat. Na tych obszarach zwykle brakowało materiałów bardziej nadających się do obróbki, takich jak wapień globigerynowy. To może wyjaśnić, dlaczego girna jest mniej powszechna w południowej części Malty i na wyspie Gozo, gdzie wapień globigerynowy występuje obficie i był często używany do budowy budynków z kamienia ciosowego. Większość giren na Gozo jest skupiona w tych częściach wyspy, które zbudowane są z górnego wapienia koralowego, takich jak Xagħra, Nadur i Qala.

## Charakterystyka
Giren to chatki zbudowane z suchego kamienia, i zwykle były budowane z luźnych kawałków wapienia koralowego, które zostały pozyskane poprzez wydobycie lub poprzez usuwanie luźnych kamieni z kawałka ziemi w celu umożliwienia jej uprawy. Ściany mają zwykle grubość około 90 cm i składają się z dwóch warstw kamienia, z wypełnieniem z gruzu zwanym „mazkan” pomiędzy nimi. Dach girny jest również zbudowany przy użyciu kamieni, przy czym każdy rząd kamieni wystaje nieco z rzędu poniżej, stopniowo zmniejszając rozmiar otworu, aż do momentu, kiedy do zakrycia go można użyć płaskich kamiennych płyt. Skutkuje to sufitem w kształcie kopuły noszącym podobieństwa do starożytnych grobowców kopułowych. Do pokrycia dachu zwykle były używane żwir i ubita ziemia (malt. torba), czasami do tego celu używano też przypominającego kamyki materiału zwanego ċagħqija.
Większość giren ma okrągły plan, ale są też takie, które są kwadratowe, prostokątne lub owalne. Zwykle mają pojedyncze drzwi skierowane na wschód lub południe, i ten otwór jest spięty nadprożem, a niektóre mają również okna. Niektóre giren mają dodatkowo przypory z łamanego kamienia wzmacniające ściany, a kilka ma możliwość wejścia na dach zewnętrznymi schodami lub pochylnią. Istnieją również przykłady giren z dwoma poziomami, składających się z jednej chaty zbudowanej na drugiej. W giren używanych do hodowli bydła czasami znajdował się żłób.
Jeśli budowle pozostawione są bez odpowiedniej konserwacji, mogą z czasem ulec zawaleniu.

## Wpływ na architekturę
W latach 60. XX wieku maltański architekt Richard England czerpał inspirację z girny, projektując zakrzywione ściany kościoła parafialnego w Manikacie, który jest uważany za jeden z najbardziej znanych kościołów XX wieku na Malcie. England zaprojektował również budynek mieszkalny pod nazwą Villa Girna, w którym wykorzystywał giren jako źródło inspiracji, ale tak naprawdę nigdy nie został on zbudowany.